# Séminaire (religion)
Pour les articles homonymes, voir Séminaire.
Le séminaire est l'institution qui forme les prêtres, popes, pasteurs ou ministres de diverses religions organisées en Églises établies.

## Christianisme
Dans le christianisme, un séminaire est l'institution qui forme les ministres (prêtres, popes, pasteurs ou théologiens) ,. Divers programmes de théologie chrétienne y sont enseignés.

## Judaïsme
Le judaïsme rabbinique a adopté à l'époque moderne un modèle de formation des rabbins analogue à celui de l'Église catholique. Ils emploient eux-mêmes les expressions "séminaire rabbinique", "Jewish Seminary" pour désigner leurs institutions d'enseignement. 

## Autres religions
Dans certains pays comme la république populaire de Chine, des religions qui traditionnellement n'avaient pas d'organisation centralisée et formaient leurs religieux par la transmission de maître à disciples ont dû se structurer en Églises établies, à l'image du catholicisme. Ainsi les bouddhistes et les taoistes ont des instituts de formation ou séminaires reconnus par les autorités, qui délivrent des diplômes dont les titulaires peuvent occuper des fonctions dans la hiérarchie officielle.